# نظریه گله خودخواه

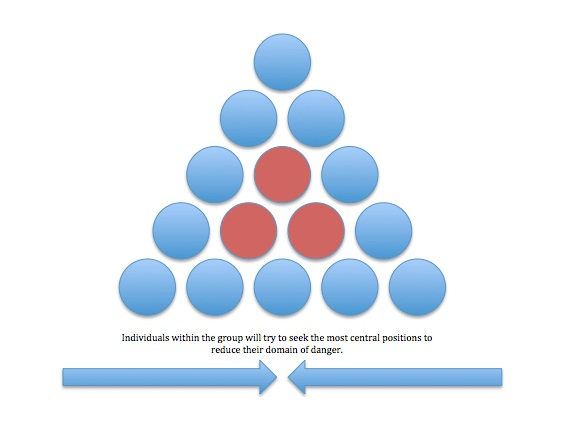
در یک گروه، در نظریه دبلیو دی همیلتون، طعمه‌ها به دنبال موقعیت‌های مرکزی هستند تا دامنه خطر خود را کاهش دهند. افراد در امتداد لبه‌های بیرونی گروه، بیشتر در معرض خطر هدف قرار گرفتن توسط شکارچی هستند.

نظریه گله خودخواه (به انگلیسی: selfish herd theory)، بیان می‌کند که افراد در یک جمعیت تلاش می‌کنند تا خطر شکار خود را با قرار دادن سایر همنوعان بین خود و شکارچیان کاهش دهند. یک عنصر کلیدی در این نظریه، «حوزه خطر» است، ناحیه‌ای از زمین که در آن، هر نقطه به یک فرد خاص نزدیک‌تر از هر فرد دیگری است. چنین رفتار ضدشکارچی ناگزیر منجر به تجمع می‌شود. این نظریه توسط دبلیو دی همیلتون در سال ۱۹۷۱ برای توضیح رفتار گروهی جانوران مختلف ارائه شد. این فرضیه عمومی را که تکامل چنین رفتار اجتماعی مبتنی بر منافع متقابل برای جمعیت است، در تضاد قرار داد.